# Diecéze Abomey
Diecéze Abomey je diecéze římskokatolické církve, nacházející se v Beninu.

## Území
Diecéze zahrnuje beninský departement Zou.
Biskupským sídlem je město Abomey, kde se nachází hlavní chrám diecéze katedrála svatého Petra a Pavla.
Rozděluje se do 60 farností. K roku 2012 měla 148 200 věřících, 76 diecézních kněží, 5 řeholních kněží, 24 řeholníků a 78 řeholnic.

## Historie
Diecéze byla založena 5. dubna 1963 a to bulou Christi iussum papeže Jana XXIII., z části území arcidiecéze Cotonou a diecéze Porto Novo.
Dne 10. června 1995 dala část jejího území vzniknou nové diecézi Dassa-Zoumé.

## Seznam biskupů
- Lucien Monsi-Agboka (1963-2002)
- René-Marie Ehuzu, C.I.M. (2002-2007)
- Eugène Cyrille Houndékon (od 2007)